# Hilarianus ovalis
Hilarianus ovalis är en skalbaggsart som beskrevs av Blanchard 1851. Hilarianus ovalis ingår i släktet Hilarianus och familjen Melolonthidae. Inga underarter finns listade i Catalogue of Life.